# Юхан I
Юхан I Сверкерссон (швед. Johan Sverkersson, Johan I, 1201 — 10 марта 1222, Висингсё) — король Швеции (1216—1222) из рода Сверкеров.
Юхан вступил на престол после смерти Эрика Х в 1216 году. В тот момент ему было 15 лет. Он увеличил привилегии духовенства, устроив крестовый поход против эстов. В 1219 его войска взяли Леаль в Эстляндии (ныне — Эстония). Юхан умер в 1222 году очень молодым